# Bonaventura Peeters
Bonaventura Peeters (Antwerpen, 23 juli 1614 – Hoboken, 25 juli 1652) was een kunstschilder uit de barokperiode die voornamelijk marines schilderde, toen bekend als zeekens.

## Levensloop
Bonaventura Peeters, broer van de marineschilders Jan Peeters I, Gillis Peeters (I), en Catharina Peeters, leerde het vak van zijn vader, die meester was in de Antwerpse Sint-Lucasgilde in 1607-1608. Zijn vroege werk is gerelateerd met de tonale fase van de Nederlandse landschapschilderkunst. In zijn latere werken treden de sterkere kleuren van het Italiaans classicisme op de voorgrond waarmee hij de evolutie van zijn tijd volgde.
Zoals bij zijn broer Jan maakten dramatische scheepswrakken met grote donkere wolken het grootste deel van zijn werk uit, samen met serene havenscènes en portretten. Veel van Peeters' schilderijen tonen echte locaties, en waarschijnlijk heeft hij even gereisd lang de kusten van Scandinavië, maar zijn doeken van de havens van de Middellandse Zee en het Midden-Oosten tonen zijn voorkeur voor het exotische en zijn waarschijnlijk geïnspireerd door fantasie en oude afbeeldingen. Deze traditie ontwikkelde zich simultaan, zowel in de Vlaamse schilderkunst en de schilderkunst in de Gouden Eeuw van Nederland, met een groot aantal kunstenaars, inclusief Peeters, die zowel in Vlaanderen als in de Nederlandse republiek werkten.

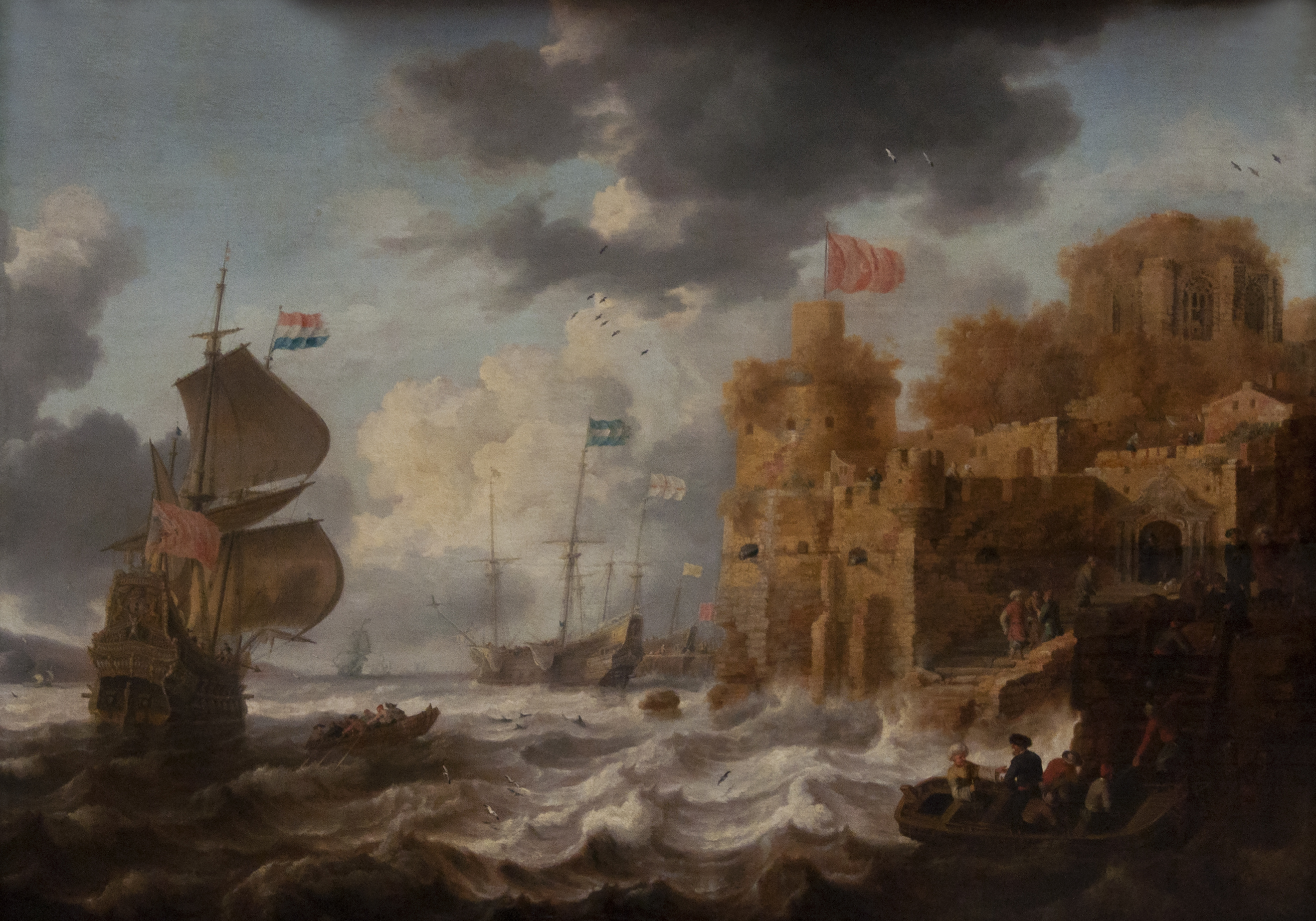
Een Oosterse haven in de Koninklijke Musea voor Schone Kunsten van België
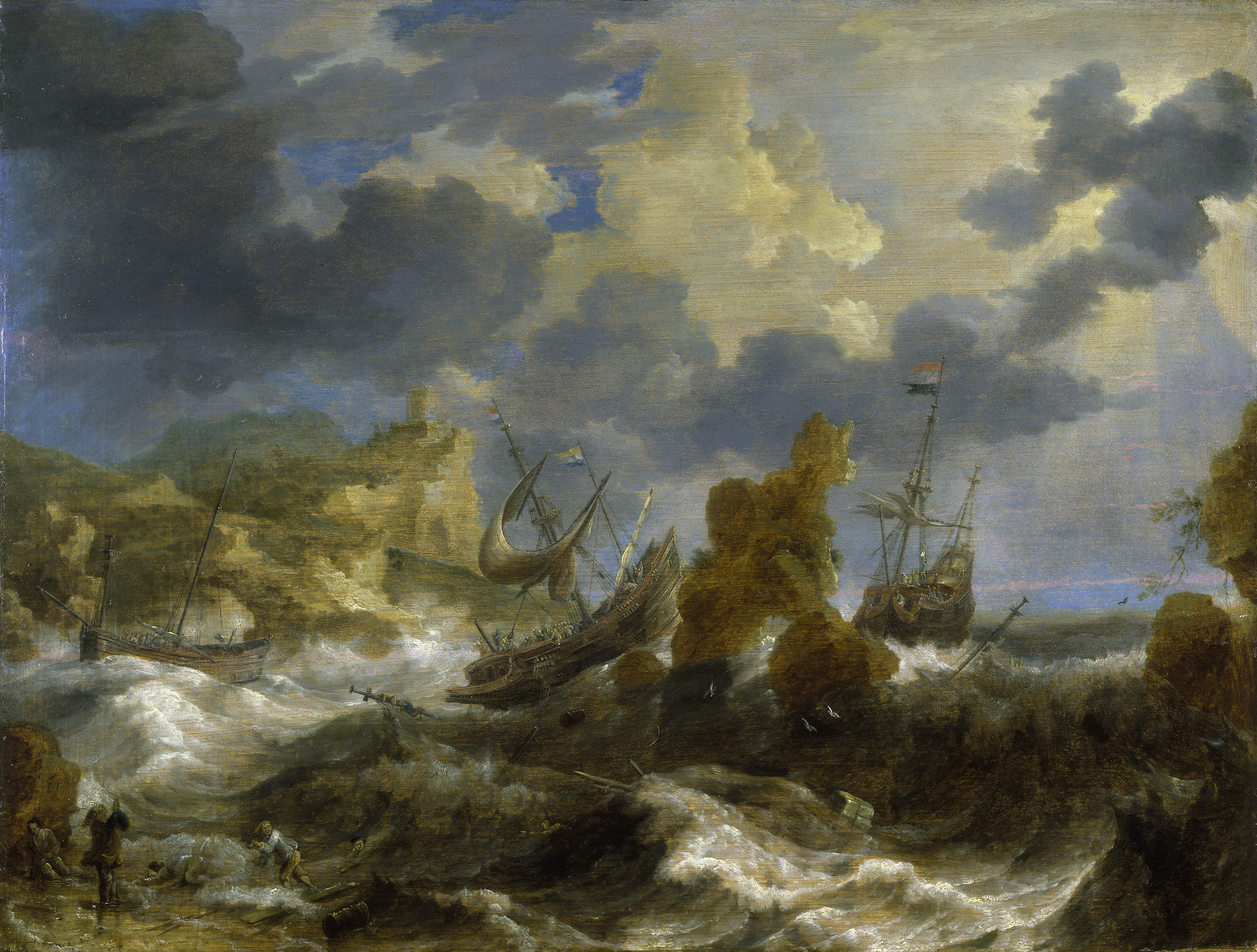
Schepen in nood in Musée des Beaux-Arts et d’Archéologie, Besançon

- Auckland Art Gallery Toi o Tāmaki: 9091
- Biblioteca Nacional de España: XX1168767
- Bibliothèque nationale de France: cb16765896q (data)
- Biografisch Portaal: 07805697
- Digitale Bibliotheek voor de Nederlandse Letteren: peet033
- Gemeinsame Normdatei: 138937273
- International Standard Name Identifier: 0000 0000 6637 7952
- KulturNav: 53972a42-3172-4f4d-8c32-9d3958711f42
- Library of Congress Control Number: no2020074129
- RKD-Nederlands Instituut voor Kunstgeschiedenis: 62354
- Union List of Artist Names: 500019814
- Virtual International Authority File: 86927343